# Torestorp
Torestorp är en tätort i Marks kommun, Västra Götalands län och kyrkbyn i Torestorps socken.
Torestorps kyrka ligger här.

## Befolkningsutveckling
| Befolkningsutvecklingen i Torestorp 1970–2020 | Befolkningsutvecklingen i Torestorp 1970–2020 | Befolkningsutvecklingen i Torestorp 1970–2020 | Befolkningsutvecklingen i Torestorp 1970–2020 | Befolkningsutvecklingen i Torestorp 1970–2020 |
| --------------------------------------------- | --------------------------------------------- | --------------------------------------------- | --------------------------------------------- | --------------------------------------------- |
|                                               |                                               |                                               |                                               |                                               |
| År                                            |                                               |                                               | Folkmängd                                     | Areal (ha)                                    |
| 1970                                          | 1970                                          |                                               | 291                                           |                                               |
| 1975                                          | 1975                                          |                                               | 362                                           |                                               |
| 1980                                          | 1980                                          |                                               | 412                                           |                                               |
| 1990                                          | 1990                                          |                                               | 411                                           | 70                                            |
| 1995                                          | 1995                                          |                                               | 420                                           | 70                                            |
| 2000                                          | 2000                                          |                                               | 389                                           | 71                                            |
| 2005                                          | 2005                                          |                                               | 389                                           | 71                                            |
| 2010                                          | 2010                                          |                                               | 419                                           | 70                                            |
| 2015                                          | 2015                                          |                                               | 412                                           | 75                                            |
| 2020                                          | 2020                                          |                                               | 406                                           | 74                                            |
| Anm.: Ny tätort 1970                          |                                               |                                               |                                               |                                               |